# Senecio baurii
Senecio baurii là một loài thực vật có hoa trong họ Cúc. Loài này được Oliv. miêu tả khoa học đầu tiên năm 1887.